# Wamin
Wamin település Franciaországban, Pas-de-Calais megyében. Lakosainak száma 242 fő (2022. január 1.). Wamin Fressin, Auchy-lès-Hesdin, Cavron-Saint-Martin, La Loge, Le Parcq, Wambercourt és Hesdin-la-Forêt községekkel határos.

## Népesség
A település népessége az elmúlt években az alábbi módon változott:
| Lakosok száma | 474  | 446  | 477  | 423  | 318  | 284  | 254  | 247  | 237  | 242  |
|               | 1793 | 1836 | 1866 | 1891 | 1926 | 1962 | 2006 | 2011 | 2017 | 2022 |